# إسكالانتي
إسكالانتي المعروفة رسميًا باسم مدينة إسكالانتي (بالتاغالوغية: Lungsod ng Escalante) هي مدينة في مقاطعة نيغروس أوتشيدنتال، الفلبين. يبلغ عدد سكانها 96159 نسمة حسب تعداد 2020.

## جغرافية

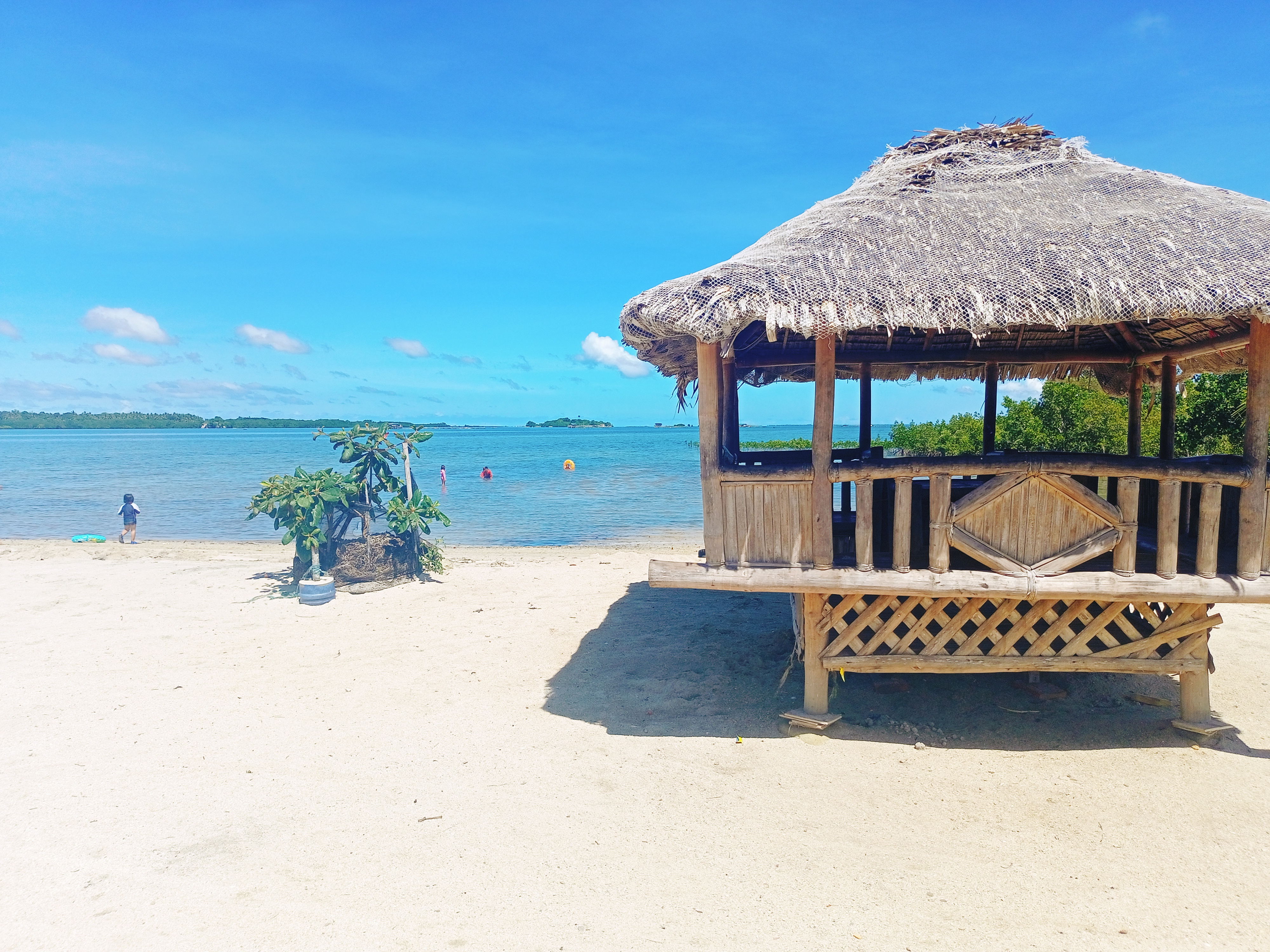
منتجع مارينو ديل نورتي

تبلغ مساحة المدينة 19,276.303 هكتار (47,632.78 أكر)، تقع على الطرف الشمالي الشرقي من نيغروس أوتشيدنتال، مقابل جزيرة سيبو. تبعد 49 كيلومتر (30 ميل) من مدينة سان كارلوس و95 كيلومتر (59 ميل) من عاصمة المقاطعة باكولود. يحدها من الشمال والغرب مدينة ساغي، ومن الجنوب مدينة توبوسو ومن الشرق مضيق تانيون.

### مناخ
| البيانات المناخية لـمدينة إسكالانتي                               | البيانات المناخية لـمدينة إسكالانتي | البيانات المناخية لـمدينة إسكالانتي | البيانات المناخية لـمدينة إسكالانتي | البيانات المناخية لـمدينة إسكالانتي | البيانات المناخية لـمدينة إسكالانتي | البيانات المناخية لـمدينة إسكالانتي | البيانات المناخية لـمدينة إسكالانتي | البيانات المناخية لـمدينة إسكالانتي | البيانات المناخية لـمدينة إسكالانتي | البيانات المناخية لـمدينة إسكالانتي | البيانات المناخية لـمدينة إسكالانتي | البيانات المناخية لـمدينة إسكالانتي | البيانات المناخية لـمدينة إسكالانتي |
| الشهر                                                             | يناير                               | فبراير                              | مارس                                | أبريل                               | مايو                                | يونيو                               | يوليو                               | أغسطس                               | سبتمبر                              | أكتوبر                              | نوفمبر                              | ديسمبر                              | المعدل السنوي                       |
| ----------------------------------------------------------------- | ----------------------------------- | ----------------------------------- | ----------------------------------- | ----------------------------------- | ----------------------------------- | ----------------------------------- | ----------------------------------- | ----------------------------------- | ----------------------------------- | ----------------------------------- | ----------------------------------- | ----------------------------------- | ----------------------------------- |
| متوسط درجة الحرارة الكبرى °م (°ف)                                 | 28 (82)                             | 29 (84)                             | 30 (86)                             | 32 (90)                             | 31 (88)                             | 30 (86)                             | 29 (84)                             | 30 (86)                             | 29 (84)                             | 29 (84)                             | 29 (84)                             | 28 (82)                             | 30 (85)                             |
| متوسط درجة الحرارة الصغرى °م (°ف)                                 | 23 (73)                             | 23 (73)                             | 23 (73)                             | 24 (75)                             | 25 (77)                             | 25 (77)                             | 25 (77)                             | 25 (77)                             | 25 (77)                             | 24 (75)                             | 24 (75)                             | 24 (75)                             | 24 (75)                             |
| الهطول مم (إنش)                                                   | 120 (4.7)                           | 87 (3.4)                            | 95 (3.7)                            | 97 (3.8)                            | 187 (7.4)                           | 263 (10.4)                          | 251 (9.9)                           | 220 (8.7)                           | 227 (8.9)                           | 268 (10.6)                          | 220 (8.7)                           | 158 (6.2)                           | 2٬193 (86.4)                        |
| متوسط الأيام الممطرة                                              | 16.1                                | 12.6                                | 15.4                                | 16.8                                | 25.8                                | 28.4                                | 29.1                                | 27.9                                | 27.7                                | 28.5                                | 23.9                                | 18.4                                | 270.6                               |
| المصدر: Meteoblue (modeled/calculated data, not measured locally) |                                     |                                     |                                     |                                     |                                     |                                     |                                     |                                     |                                     |                                     |                                     |                                     |                                     |

## التقسيم الإداري
تنقسم المدينة سياسياً إلى 21 منطقة، يوضح الجدول التالي عدد السكان والمساحة والمسافة من المدينة المناسبة.
| برنجيه            | السكان (2010) | المساحة    | المسافة من وسط المدينة (كم. ) |
| ----------------- | ------------- | ---------- | ----------------------------- |
| أليمانجو          | 5،173         | 919.4498   | 3.00                          |
| بالينتواك         | 15893         | 720.9231   | 0.00                          |
| بيناغويوهان       | 2،455         | 726.2457   | 13.28                         |
| بوينا فيستا       | 3844          | 707.7538   | 16.00                         |
| سرفانتس           | 2668          | 431.8238   | 6.62                          |
| ديان آي           | 4844          | 1750.5637  | 18.50                         |
| Hda. Fe           | 2542          | 552.9899   | 2.34                          |
| جابيتان           | 2،689         | 586.7144   | 17.00                         |
| جنوب جنوب         | 7957          | 1،405.6326 | 2.08                          |
| لانجوب            | 3،065         | 968.2549   | 13.02                         |
| ليبرتاد           | 2،604         | 1،839.4097 | 11.72                         |
| مابيني            | 7625          | 1،916،3276 | 7.60                          |
| ماجسايساي         | 1،502         | 527.0559   | 14.28                         |
| مالاسبوج          | 2850          | 675.0577   | 7.34                          |
| بوبلاسيون القديمة | 11304         | 572.8795   | 6.24                          |
| بايتان            | 1،638         | 588.6619   | 13.72                         |
| بينابوجاسان       | 2،824         | 1،129.2686 | 15.14                         |
| ريزال             | 2،206         | 439.3418   | 14.58                         |
| تاملانغ           | 2417          | 1،041.3441 | 9.32                          |
| أودتونجان         | 2،174         | 967.4706   | 10.18                         |
| واشنطن            | 5796          | 720.2289   | 5.12                          |
| المجموع           | 94.070        | 19276.3030 |                               |

## روابط خارجية
- الموقع الرسمي
- Local Governance Performance Management System